# Born Again
《Born Again》（韓語：본 어게인），為韓國KBS2於2020年4月20日起播出的月火連續劇，由《王家一家人》的陳亨旭、《為何那樣，奉尚先生》的李炫錫導演及鄭秀美作家合作打造。此劇講述一名刑警與他的戀人和連續殺人犯，在第一世因孽緣而彼此結束了生命，32年後分別轉世為檢察官、考古學講師和醫學大學的學生，就此開啟兩世之間愛恨糾葛的故事。
台灣由愛奇藝台灣站4月21日起，每週二三獨家播出。马来西亚及新加坡由爱奇艺與Viu自4/21起播出。

## 演員陣容

### 主要人物
| 演員   | 角色   | 介紹 |
| 張基龍 | 孔智哲 | 1980年代日薪制勞工，父親長期被關在精神病院，對他而言,夏恩所在的書店就是他唯一能休息的地方。上世紀80年代拒絕宿命的「孤寂之狼」 「對我來說，愛情是殘酷的……」 村裡的大嬸們都叫他「可憐的孩子」，以為他被親生母親遺棄又遭到繼母虐待。不是的。在智哲知道了親生父親孔仁宇殺人的事後，仁宇甚至對智哲說他會像自己一樣殺人，還說如果犯下「善良的殺人罪」，就可以獲得殺人的赦罪金牌。 這樣的他在教堂夜校遇到夏恩。夏恩給他讀的不是運動政治宣傳文，而是《咆哮山莊》。「希斯克里夫殺人了嗎？」「不，希斯克里夫愛上了她」夏恩說，被虐待的惡魔沒有殺人，而是開始愛上了人。智哲感受到自己空殼般的靈魂，照進了一線陽光。 從此，他唯一的安身之處就是夏恩。望著夏恩，他忘記了殺人魔的鮮血，成為喜歡讀書的少年。他以為自己能從不斷縈繞腦海、父親仁宇的詛咒中擺脫並重新生活，在知道夏恩需要某人的心臟以活命之前。 |
| 張基龍 | 千鐘範 | 生日:1998/02/14。醫學院學生，宛如「行走的雕像」，擁有出眾的外貌，對考古學講師鄭思斌感到好奇。韓國前1%的「金湯匙家庭」X「完美基因」／2020年徐延大醫學院學生 「第一次感受到別人的傷痛。然後……產生了感情。」 黃金比例、像大理石般的皮膚、深邃眼神暗藏黑暗的醫學院學生。他的父親是檢察長，母親是私立學校財團理事長，因此受到所有人的羨慕。 其實，鍾範有一個祕密。生物學上的父親另有其人。他並不是患有不孕症父親所親生，而是透過上位1%的完美條件的精子捐贈而誕生的孩子。但是就像被背叛一樣，繼承父親的血、弟弟鐘宇誕生了，從那時起，鐘範就像是家裡的不速之客。 早熟伶俐的鐘範沒有埋怨家人。在這所房子裡生存的唯一出路，是證明自己是「優越生物學的種子」。為了證明自己，鐘範需要努力再努力。 因爲從未接受過，所以不懂那種尋常的「愛情」，活了23年的鐘範，眼裡走進了一個女人，會對著遺骸說話的古怪的骨骼考古講師鄭思彬。 不害怕與眾不同的鐘範，女人擁抱了他。也許……和她在一起，能夠開始不一樣的人生，只要能做到這一點，他絕對不想放開那女人的手…… |
| 陳世娫 | 鄭夏恩 | 1980年代二手書店「長久的未來」主人 「如果迫切愛上了某個人，即便重生，無論幾個下輩子都一樣會愛上他。」 舊書店「長久的未來」主人。夏恩從小就意識到死亡的存在，因為她是擴張性心肌病患者，若不接受移植，隨時都有可能死亡。 她無法保證這輩子與亨彬的緣分，只是幻想著「永遠」，想和他長長久久在一起。 她經營的二手書店裡，幾乎沒有她沒讀完的書。一起坐著，三天三夜看千頁的書、在書裡搭火車橫越俄羅斯、談戀愛、跳探戈、又哭又笑，對她來說，進入書店的所有客人都是珍貴的朋友。 但是，她想都沒想過，她那種深情和溫暖的關懷，吸引了一個「殺人魔」。 |
| 陳世娫 | 鄭思彬 | 考古學講師，專注在考古工作中，熱愛與骨頭們對話，身為獄警的女兒，對於前科犯進出家中習以為常。惦記著無名遺骸而生活的女人／2020年，徐延大考古學講師 「即使我們面對著不同生活時代的骨頭……還是可以交流。」 徐延大骨頭考古講師兼國立科學調查研究院遺骸搜查員，她甚至還有「骨頭聖愛者」的別名，會攜帶朝鮮時代的骨灰去王宮走走，遇到凍死者的骨灰，還會抱著想給予溫暖。她想成為那些無名的遺骨，記住他們的最後一個人。所以，思彬執著著遺骸背後的故事，直到解開為止，才能夠放下。 雖然是心臟病患者，但對生活抱持正面態度，性格開朗。平靜而低沉的稚嫩聲音，和凝視人類真心、早熟深邃的眼睛，只要看著她，任何狠毒的心都會被解除武裝。她的給人的感覺太過清澈了。 兩個男人走向這樣的她。有個想牽起手的男人，和他在一起卻總是莫名悲傷。所有的事情，都是從東江發現30多年來身份不明的遺骸開始的。 |
| 李洙赫 | 車亨彬 | 1980年代刑警，因緣際會懷著對夏恩的愧疚來到書店，成為守護她的男人。1980年代刑警，鄭夏恩的未婚夫 「從現在起，我不是守護人民的刑警，我只守護你。」 保衛國家、建立正義，幾乎成了他的本能。可是當他愛上了一個女人，鄭夏恩，夏恩成了他的「正義」、成了他的「國家」。 凝視自己清亮的眼睛，她患有擴張性心肌病、隨時都可能死亡，卻仍總是喋喋不休幻想著永恆，令亨彬心動不已。 與其向獨自留在世上的她吐露自己的罪行，想成為無論何時都守護著她的男人。即使她明天就死了，他也想成為她的丈夫。 |
| 李洙赫 | 金秀赫 | 冷酷的檢察官，果斷追查所有犯罪線索。相信犯罪DNA的檢察官／2020年，檢警遺骸挖掘團檢察官 「要恨罪行，更要恨罪人。」 精緻的臉龐，雖然給人冰冰冷的印象，但內心其實充滿熱情的檢警遺骸挖掘團檢查官，是一個冷靜與熱情並存的男人。只要是自認是正確的話，不管對方是否感到不適或受傷都會說出來，相當果決。 他相信犯罪DNA，而且認為罪犯難以悔改，其中少年犯出身的人更是他的監視對象。雖然不知道他們在哪裡、如何洗刷身分，但相信那些被罪惡所感染的人一定會再次殺人。如果可以，他只想讓他們終生在監獄裡腐爛。 然而，他的生活出現了那個女人，鄭思彬……一個視前科者為家人的女人，一個在秀赫眼裡已沒救的少年犯鐘範身邊的女人。鐘範殺了她只是時間問題。 因此，他圍繞在思彬的周圍想想監視鐘範，卻總是無奈的被她影響，漸漸的，他變成了一個為思彬拚命的男人。 |

### 孔智哲周邊人物
| 演員   | 角色   | 介紹 |
| 鄭仁謙 | 孔仁宇 | 天才畫家，也是孔智哲的父親。如《狂炎奏鳴曲》一般，年輕時，他提倡"惡魔派"，用"惡魔般的靈感"作畫。因爲酒精中毒，開始走下坡。 成爲畫家之後，他遇到了一個女人，並生下了兒子。 指導兒子智哲殺人的人物，就連自己的罪行也想傳承給兒子。 |

### 其他人物
| 演員   | 角色     | 介紹 |
| 魏智妍 | 張惠美   | 1980年代鑑定考試出身，在美國和韓國獲得律師資格證的國內最年輕的律師。並擔任孔地哲的國選辯護律師。具有挑釁性和危險性，同時兼具智慧的女人。愛情是人生全部的時候愛上了千錫泰，但錫泰輕易拋棄了她，她為了向錫泰報仇，擔任孔智哲的國選辯護律師（類似我們的公設辯護人）。在此背景下，他與畫家孔仁宇結下了不解之緣。她以孔智哲故事寫下的《殺人犯的祕密》，實際上是對孔智哲的獻詞。 |
| 金正蘭 | 張惠美   | 2020年出版《殺人犯的秘密》一書而成為熱門作家。白仁錫的夫人、尚雅的媽媽。她不擇手段的獲取想要的東西，越是擁有卻越空虛，為了成為「擁有一切的人」，和不愛的白仁錫結婚了。 現在，她以國內首屈一指的財閥白仁錫為丈夫，將檢察官秀赫視為未來女婿，開始悄悄牽制即將被任命為檢察總長的千錫泰。 |
| 趙德懷 | 千錫太   | 1980年代，被任命為負責執行孔地哲死刑的檢察官。度過了極其貧窮的童年。他憑藉出眾的頭腦，以第一名的成績考入名門大學，並賺取獎學金以支付學費。大學時期，曾參加「吃100個麪包」大賽獲得一等獎獎金，卻忘不了100個麵包在喉嚨裡咕嚕咕嚕嚥下去的淚水。 |
| 崔光日 | 千錫太   | 2020年即將被任命爲檢察總長。千鐘範的父親。千錫泰知道只要發生微小的變數，可能會澈底失去用血汗換來成功獎盃。因此，為了不讓自己的人生出現汙點，他特別謹慎生活。可是，33年前，他和「黃色雨傘殺人案」扯上了關係，還有因自己不孕症而透過捐贈精子而生下的鐘範，這些都是他的人生汙點。 |
| 李書悅 | 白尚雅   | 秀赫的未婚妻。美貌的小提琴手。對鄭思彬耿耿於懷。 「我開始想擁有那個男人看著她的眼神。」 貌美的小提琴手、秀赫的未婚妻。雖然不穿華麗的衣服，但是散發著高貴氣息。演奏時，能感受到他專注致至的嚴肅表情，但走下舞臺後，她卻像個淘氣的小女孩，嬌氣可愛。 選一支口紅可以花上兩個小時，買下來又改買新的，一買再買直到滿意為止。所以，如果買到自己真正喜歡的，就會扔掉原本那支口紅，戀愛也是如此。尚雅喜歡過男人，膩了就扔掉，在那男人感情快要整理完時再次誘惑他，讓他再度喜歡自己，然後再度把他拋棄。 在這方面，秀赫對尚雅來說是個特別的男人。秀赫不像是「自己的」。沒有一絲花心、始終如一地守護著自己，但很微妙的，這個男人親切卻又冰冷。 毫無畏懼的女人鄭思彬在我男人金秀赫旁邊晃來晃去，對那個可惡的女人該怎麼辦？ |
| 張元英 | 趙仁敦   | 33年同一張絕對老顏、親身經歷過多種犯罪歷史的重案组資深刑警。 |
| 崔大哲 | 徐泰河   | 肯尼迪幫派組織老大。 「那個妨礙你復仇的傢伙，我也要做掉他。」 不像黑社會老大，他的眼睛像湖水一樣浪漫。他小小年紀就平定了五個組織，成為「甘迺迪派」NO.1。《教父》的臺詞背得滾瓜爛熟，模特般的貴氣和機智融合在一起，是病態的瘋狂人物。 沒血但有淚的他，在電影悲傷音樂演奏之時，經常會吃著玉米並流下淚來。他因秀赫而深受傷害，將秀赫的敵人無條件當作自己的朋友。於是，他把千鐘範視爲家人，成為鐘範賭上性命的哥哥。 |
| 李智婉 | 寶惠     | 思彬的弟子及鐘範的醫大學生同期。 |
| 金敏善 | 南宮珠慧 | 檢警發掘團核心情報員。 |
| 金正英 | 許進瓊   | 錫太的妻子，千鐘範的母親。瑞淵大學財團理事長。她是個財力和美貌兼備的女人，生來就是令人羨慕的對象。對鐘範表現出一種扭曲的母愛，能包容鐘範危險的本能。 |
| 朴秀吾 | 千鐘佑   | 鐘範的弟弟。天生的外貌、智慧、藝術、運動什麼都跟不上哥哥鐘範。從小就喜歡挑哥哥的毛病，對破壞哥哥珍貴的關係產生興趣。他為了傷害渴望父愛的鐘範，告訴了鐘範他其實是精神病患者的事實，然後做了些小動作。但是哥哥有天失蹤了，再回來已用完全不同的眼神看著自己。曾經被自己打敗的哥哥已經不復存在。 |
| 車敏智 | J        | 思彬的室友，3D圖形設計師，立體投影工程師。3D遺骨復原組成員。 |
| 韓海林 | 劉書盈   | 國立科學調查研究所法醫官。在國科搜與思斌一起將遺骨製作成生前立體投影圖。 |
| 宋宥弦 | 林花英   | 第四集被殺害者，殺死了自己的孩子。 |
| 朴哲浩 | 鄭成恩   | 鄭思斌的父親，33年前是負責執行孔智哲死刑的獄警。 |
| 吳萬錫 | 白仁錫   | 張惠美的丈夫。 |
| 朴路植 | 江斗哲   | 幽魂畫廊的館長。 |

## 原聲帶
- Part.1（發行日期：2020年4月27日）

| 曲序 | 曲目                                       | 演唱   | 时长 |
| ---- | ------------------------------------------ | ------ | ---- |
| 1.   | 還沒有完全綻放的一朵花（못다핀 꽃 한송이） | 金勇鎮 | 3:21 |
| 2.   | 還沒有完全綻放的一朵花（Inst.）            |        | 3:21 |

- Part.2（發行日期：2020年5月4日）

| 曲序 | 曲目          | 演唱   | 时长 |
| ---- | ------------- | ------ | ---- |
| 1.   | 夢裡（꿈에）  | Sondia | 4:08 |
| 2.   | 夢裡（Inst.） |        | 4:08 |

- Part.3（發行日期：2020年5月11日）

| 曲序 | 曲目                                     | 演唱          | 时长 |
| ---- | ---------------------------------------- | ------------- | ---- |
| 1.   | 因為是我想見的你（보고 싶은 그대니까요） | 金孝珍 (歌手) | 3:57 |
| 2.   | 因為是我想見的你（Inst.）                |               | 3:57 |

- Part.4（發行日期：2020年5月18日）

| 曲序 | 曲目                                     | 演唱 | 时长 |
| ---- | ---------------------------------------- | ---- | ---- |
| 1.   | 無法來到我身旁的你（내게 올 수 없는 너） | GB9  | 3:54 |
| 2.   | 無法來到我身旁的你（Inst.）              |      | 3:54 |

- Part.5（發行日期：2020年5月25日）

| 曲序 | 曲目          | 演唱   | 时长 |
| ---- | ------------- | ------ | ---- |
| 1.   | Fate（Fate）  | 李燦率 | 4:19 |
| 2.   | Fate（Inst.） |        | 4:19 |

- Part.6（發行日期：2020年6月1日）

| 曲序 | 曲目                            | 演唱   | 时长 |
| ---- | ------------------------------- | ------ | ---- |
| 1.   | 像星星和月亮一樣（별과 달처럼） | 金保亨 | 4:20 |
| 2.   | 像星星和月亮一樣（Inst.）       |        | 4:20 |

## 收視率
| 集數       | 播出日期   | AGB收視率        |
| 集數       | 播出日期   | 大韓民國（全國） |
| ---------- | ---------- | ---------------- |
| 1          | 2020/04/20 | 3.7%             |
| 2          | 2020/04/20 | 4.1%             |
| 3          | 2020/04/21 | 2.4%             |
| 4          | 2020/04/21 | 2.8%             |
| 5          | 2020/04/27 | 2.8%             |
| 6          | 2020/04/27 | 3.5%             |
| 7          | 2020/04/28 | 3.0%             |
| 8          | 2020/04/28 | 3.4%             |
| 9          | 2020/05/04 | 2.3%             |
| 10         | 2020/05/04 | 3.3%             |
| 11         | 2020/05/05 | 2.4%             |
| 12         | 2020/05/05 | 2.9%             |
| 13         | 2020/05/11 | 2.0%             |
| 14         | 2020/05/11 | 2.3%             |
| 15         | 2020/05/12 | 1.7%             |
| 16         | 2020/05/12 | 2.3%             |
| 17         | 2020/05/18 | 2.4%             |
| 18         | 2020/05/18 | 2.9%             |
| 19         | 2020/05/19 | 1.5%             |
| 20         | 2020/05/19 | 2.0%             |
| 21         | 2020/05/25 | 1.3%             |
| 22         | 2020/05/25 | 2.0%             |
| 23         | 2020/05/26 | 1.3%             |
| 24         | 2020/05/26 | 1.6%             |
| 25         | 2020/06/01 | 1.4%             |
| 26         | 2020/06/01 | 2.3%             |
| 27         | 2020/06/02 | 1.5%             |
| 28         | 2020/06/02 | 2.1%             |
| 29         | 2020/06/08 | 2.2%             |
| 30         | 2020/06/08 | 2.4%             |
| 31         | 2020/06/09 | 1.7%             |
| 32         | 2020/06/09 | 2.4%             |
| 平均收視率 | 平均收視率 | 2.37%            |

- 收視最低的集數以藍色表示，收視最高的集數以紅色表示，而空格則表示該集的收視沒有相關數據。

## 同時段作品
- MBC 月火連續劇：《365：逆轉命運的1年》、《一起吃晚餐嗎？》
- SBS 月火連續劇：《無人知曉》、《Good Casting》
- tvN 月火連續劇：《一半的一半》、《外出》、《了解的不多也無妨，是一家人》
- JTBC 月火連續劇：《天氣好的話，我會去找你》、《宵夜男女》

## 提名及獲獎列表
| 年度   | 頒獎典禮    | 獎項                          | 入圍者 | 結果 |
| 2020年 | KBS演技大獎 | 迷你電視劇部門 女子優秀演技獎 | 陳世娫 | 提名 |
| 2020年 | KBS演技大獎 | 男子人氣獎                    | 李洙赫 | 提名 |
| 2020年 | KBS演技大獎 | 男子人氣獎                    | 張基龍 | 提名 |
| 2020年 | KBS演技大獎 | 女子人氣獎                    | 陳世娫 | 提名 |

## 外部連結
- 韓國KBS官方網站
- NAVER上《Born Again》的資料

| KBS 月火劇                                | KBS 月火劇                                   | KBS 月火劇 |
| ----------------------------------------- | -------------------------------------------- | ---------- |
|                                           | （2020年4月20日 – 2020年6月9日）             |            |
| 契約友情 （2020年4月6日 – 2020年4月14日） | 他就是那傢伙 （2020年7月6日 – 2020年9月1日） |            |

| 全世界 KBS World 星期二、三 22:10 - 23:20（UTC+9） | 全世界 KBS World 星期二、三 22:10 - 23:20（UTC+9） | 全世界 KBS World 星期二、三 22:10 - 23:20（UTC+9） |
| -------------------------------------------------- | -------------------------------------------------- | -------------------------------------------------- |
|                                                    | 重生 （2020年4月21日－2020年6月10日）              |                                                    |
| 最佳的一擊 （2020年1月21日－2020年3月11日）        | 他就是那傢伙 （2020年7月7日－2020年9月2日）        |                                                    |